# Новорождественське (Томський район)
Новорожде́ственське (рос. Новорождественское) — село у складі Томського району Томської області, Росія. Адміністративний центр Новорождественського сільського поселення.

## Населення
Населення — 1064 особи (2010; 1074 у 2002).
Національний склад (станом на 2002 рік):
- росіяни — 90 %